# Pavel Brázda

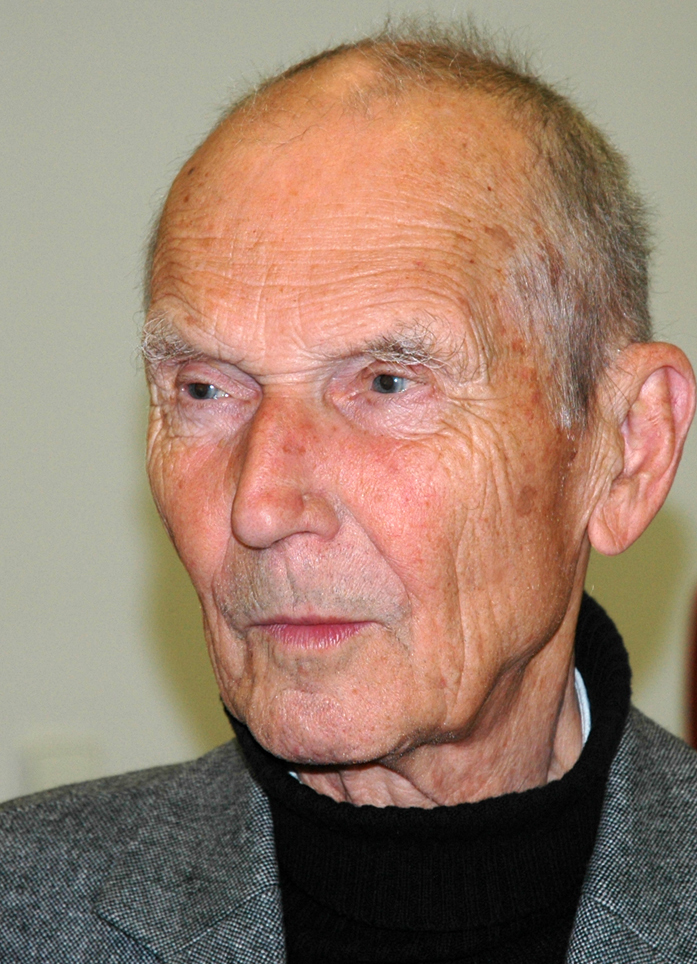
Pavel Brázda (2012)

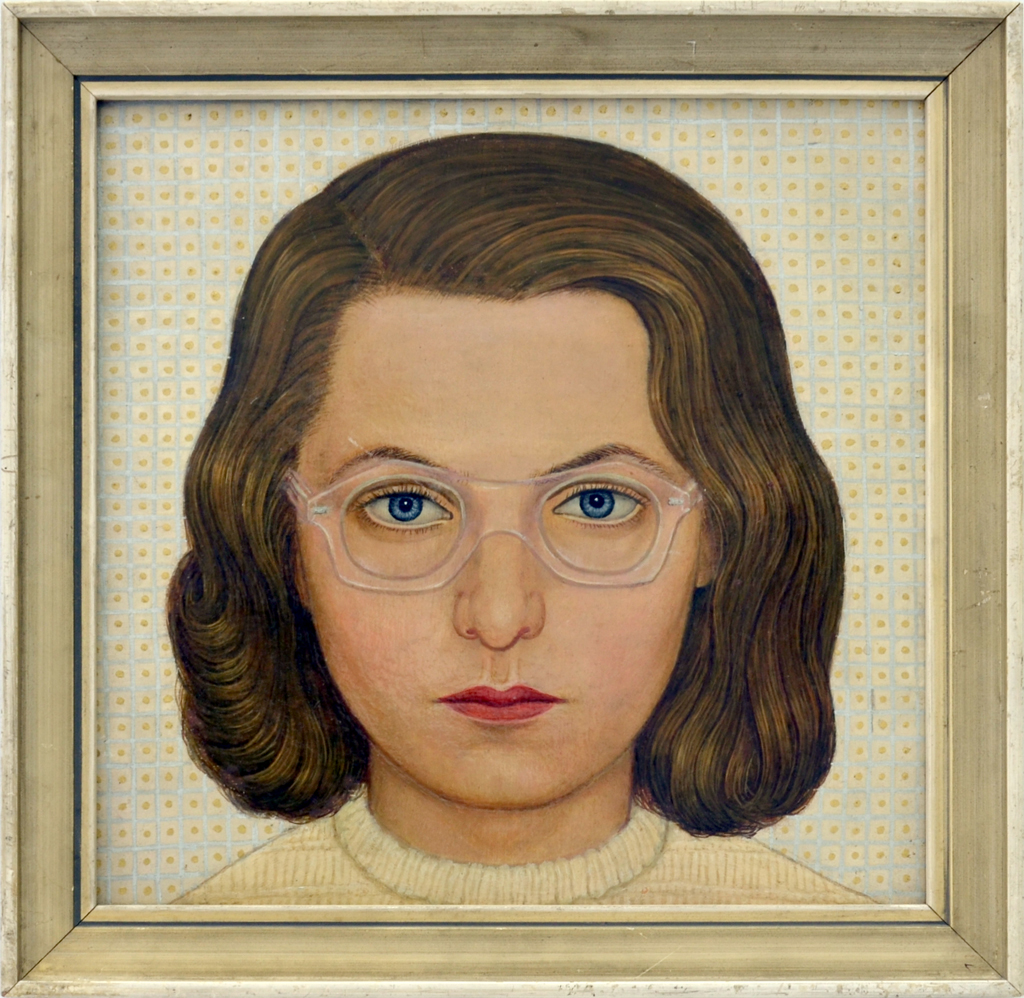
Věra s brýlemi (1955)

Pavel Brázda (geboren am 21. August 1926 in Brünn; gestorben am 17. Dezember 2017 in Prag) war ein tschechischer Maler.

## Leben
Pavel Brázda wuchs als Sohn des Rechtsanwalts und Politikers Oswald Brázda in Brünn auf. Eine Großmutter war die Schriftstellerin Helena Čapková, deren Brüder die Künstler Karel Čapek und Josef Čapek. Im Jahr 1939 okkupierte das Deutsche Reich die Tschechoslowakei. Sein Vater wurde in einem Zwangsarbeitslager inhaftiert und sein Großonkel Josef Čapek 1945 im Konzentrationslager Bergen-Belsen ermordet.
Brázda studierte nach dem Zweiten Weltkrieg an der Kunstschule Brünn und an der Kunstakademie Prag. Da er sich politisch und künstlerisch nicht an den Kurs der Kommunistischen Partei der Tschechoslowakei (KSČ) anpassen wollte, wurde er relegiert und musste seinen Wunschberuf, freier Maler zu werden, aufgeben. Für den Lebensunterhalt arbeitete er fortan als Anstreicher, Malergehilfe und Heizer. Privat durfte er malen, wurde aber nicht in den Künstlerverband aufgenommen und konnte daher weder ausstellen, verkaufen noch Auslandsreisen machen. Brázda malte in einem nichtkonformistischen Stil und nahm Anleihen bei den Dadaisten und Surrealisten. Zeitweise arbeitete er zusammen mit seiner Frau Věra Nováková (1928–2024) als Illustrator für einen Verlag. Im Jahr 1978 hatten sie ihre einzige öffentliche Ausstellung.
Nach der Samtenen Revolution im Jahr 1989 fand Brázdas Malerei nationale und auch internationale Aufmerksamkeit. 1989 konnte seine Tochter Kateřina seine Bilder in einer kleinen Ausstellung unterbringen. Im Jahr 1992 hatte er eine gemeinsame Ausstellung mit seiner Frau Věra. 2006 wurde er anlässlich seines 80. Geburtstages in der Prager Nationalgalerie ausgestellt.
Brázda erhielt 2008 die Verdienstmedaille der Tschechischen Republik.
Von Anfang Juni bis Anfang Juli 2017 stellte die Library of Birmingham seine Bilder unter dem Titel ‘Pavel Brázda is Here!’ aus.
Brázda starb am 17. Dezember 2017 im Alter von 91 Jahren.

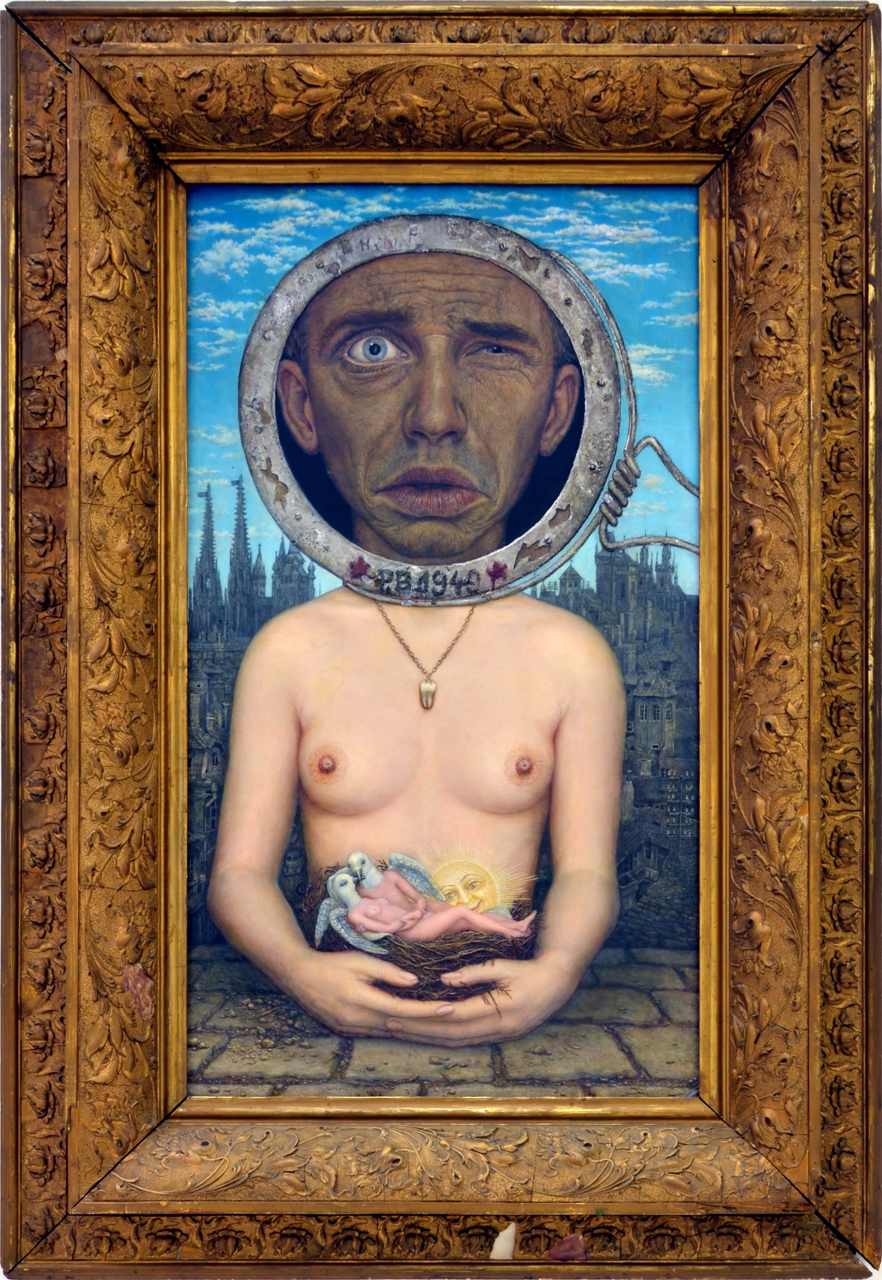
Obluda čeká, obluda má čas. (deutsche Übersetzung: Das Monster wartet, das Monster hat Zeit) Signiert P.B. 1949
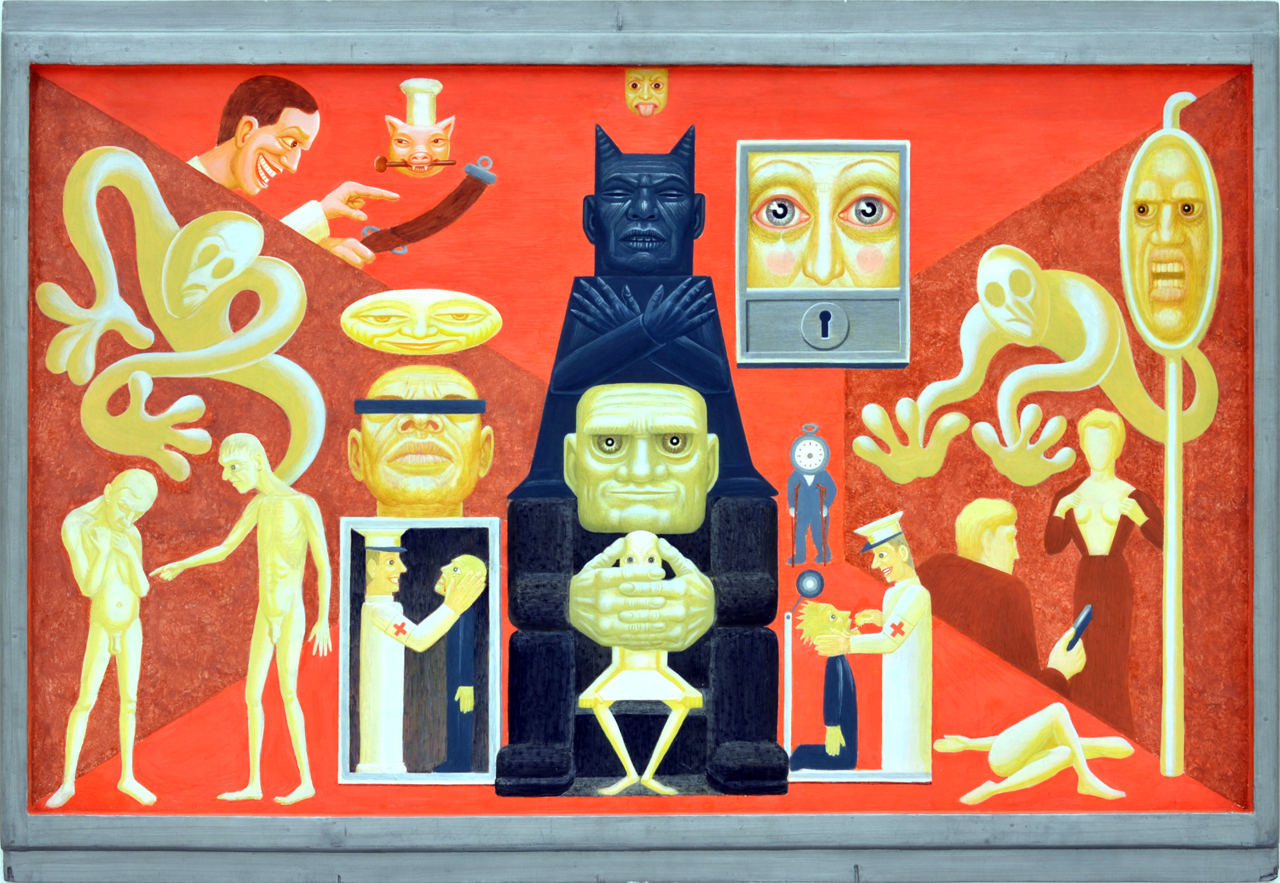
Proces (1970)
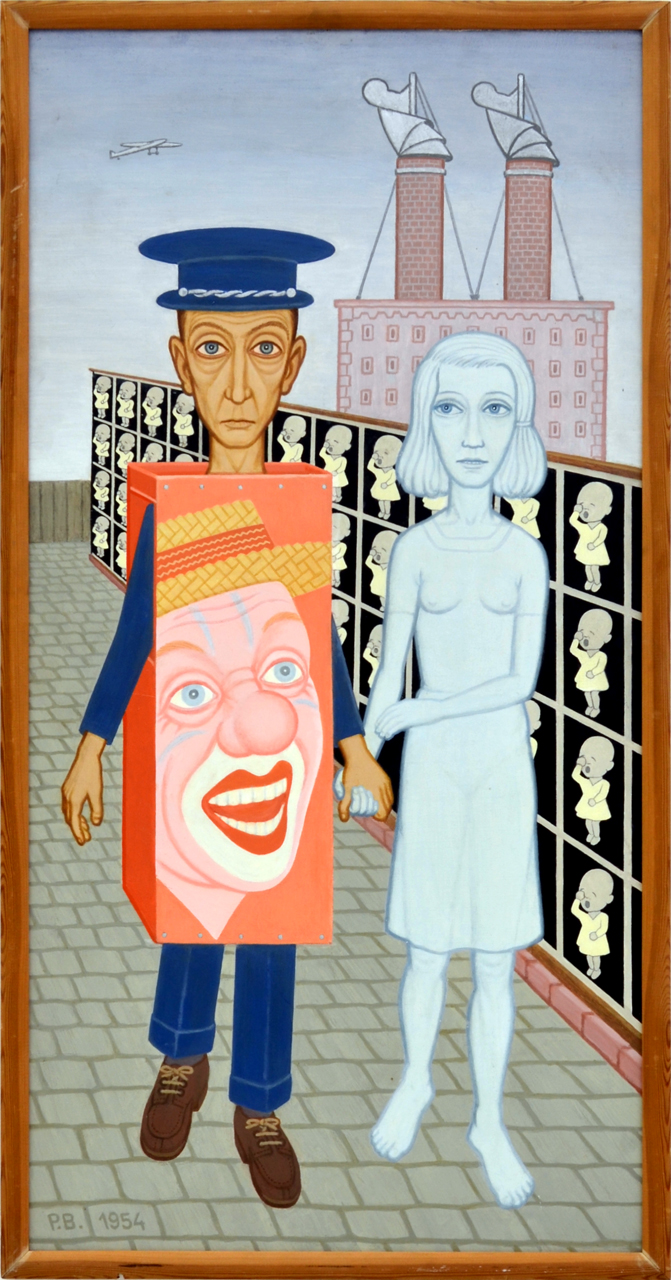
Chodící krabice (1954)
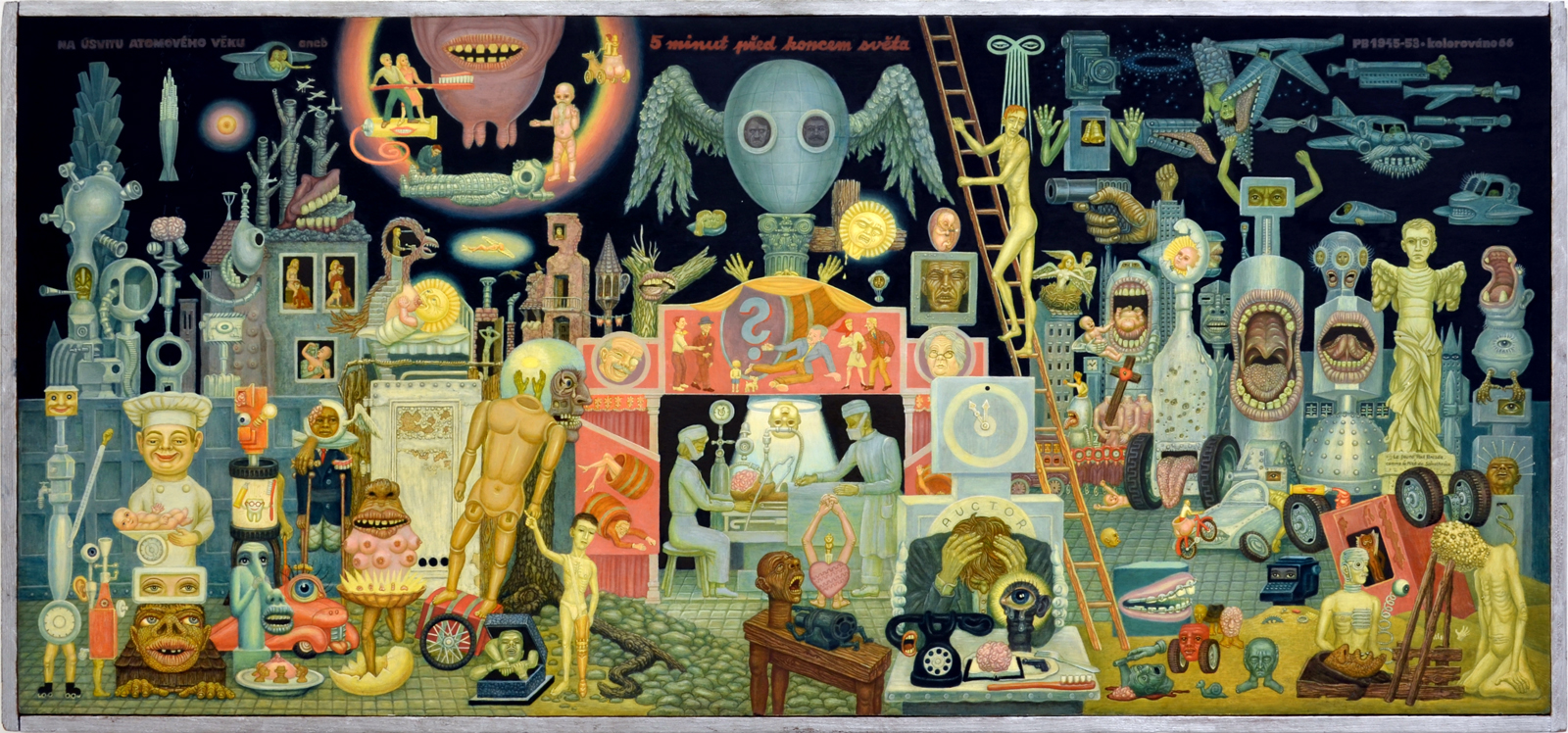
5 minut před koncem světa (deutsche Übersetzung: 5 Minuten vor dem Weltuntergang)
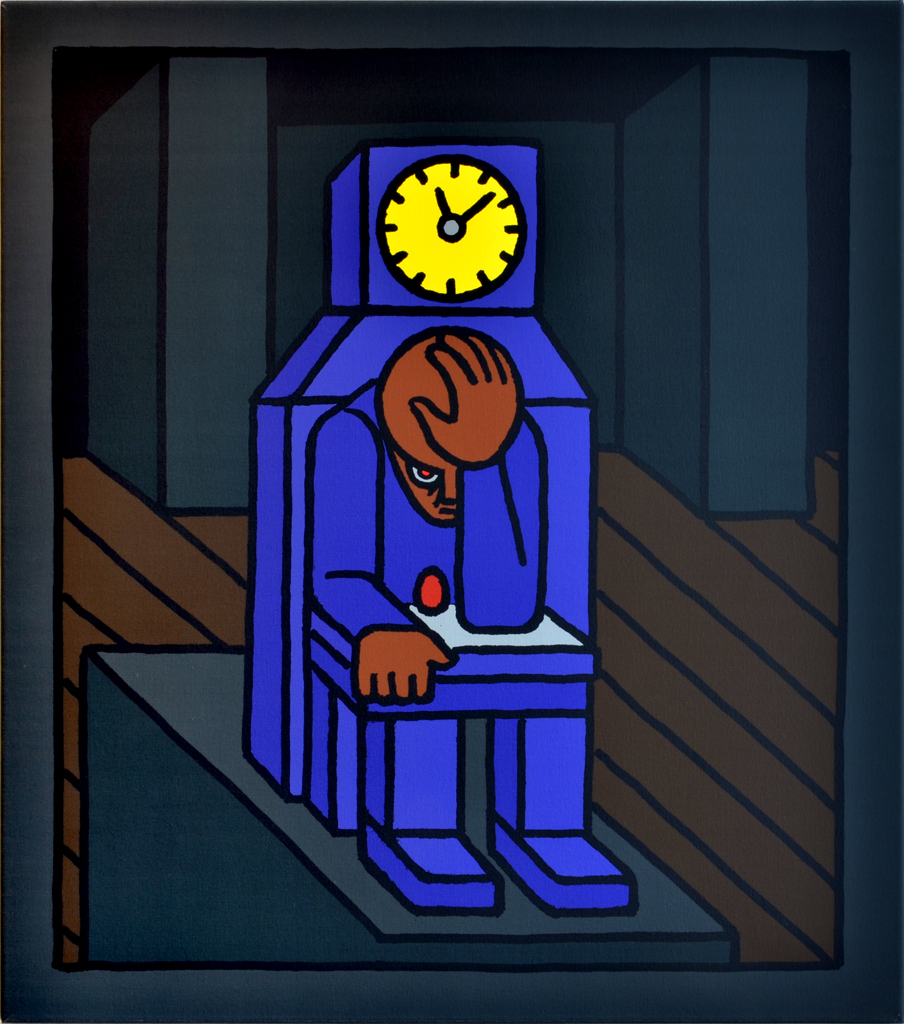
Stroj času, inkoustový tisk na plátně
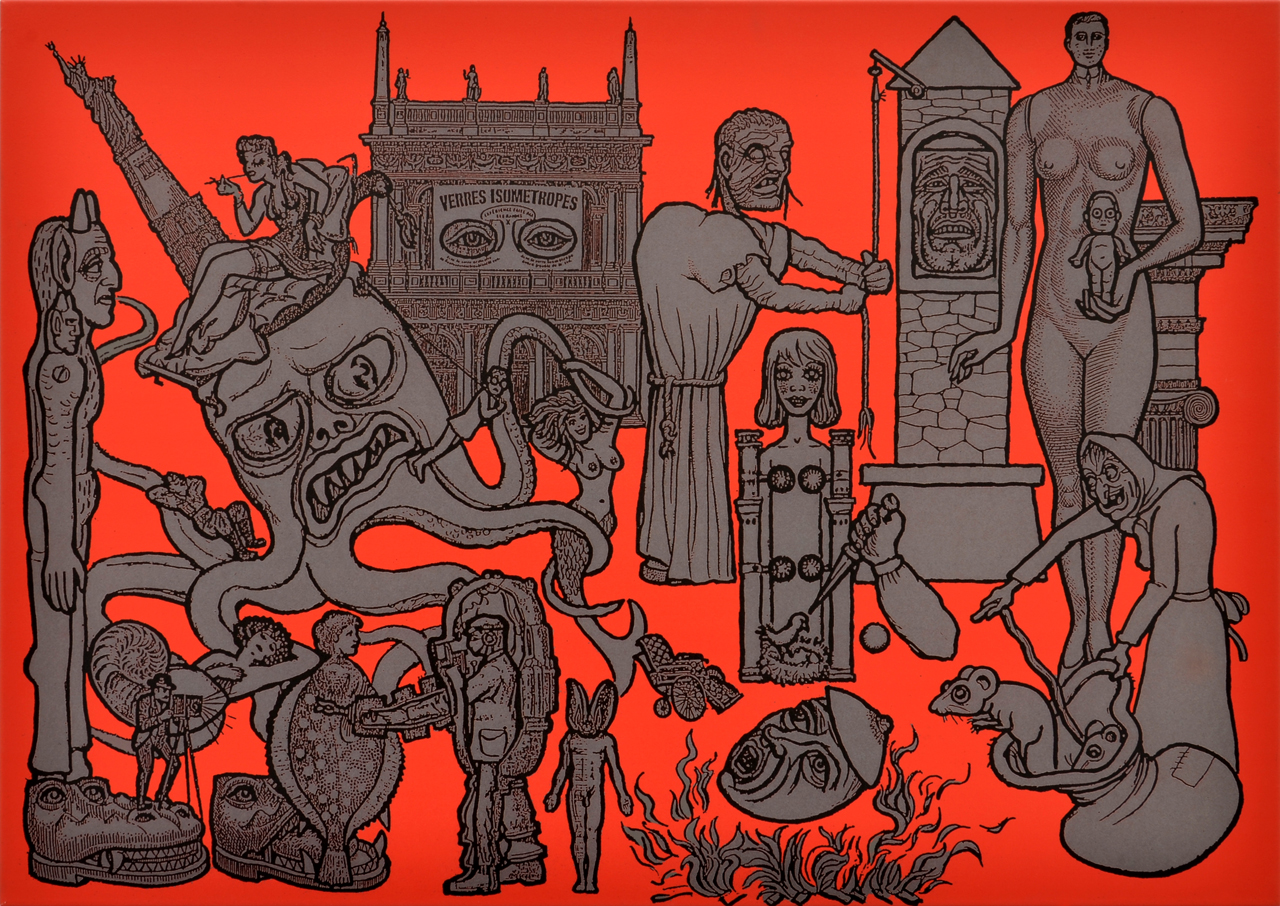
Zazvoní zvonec a...
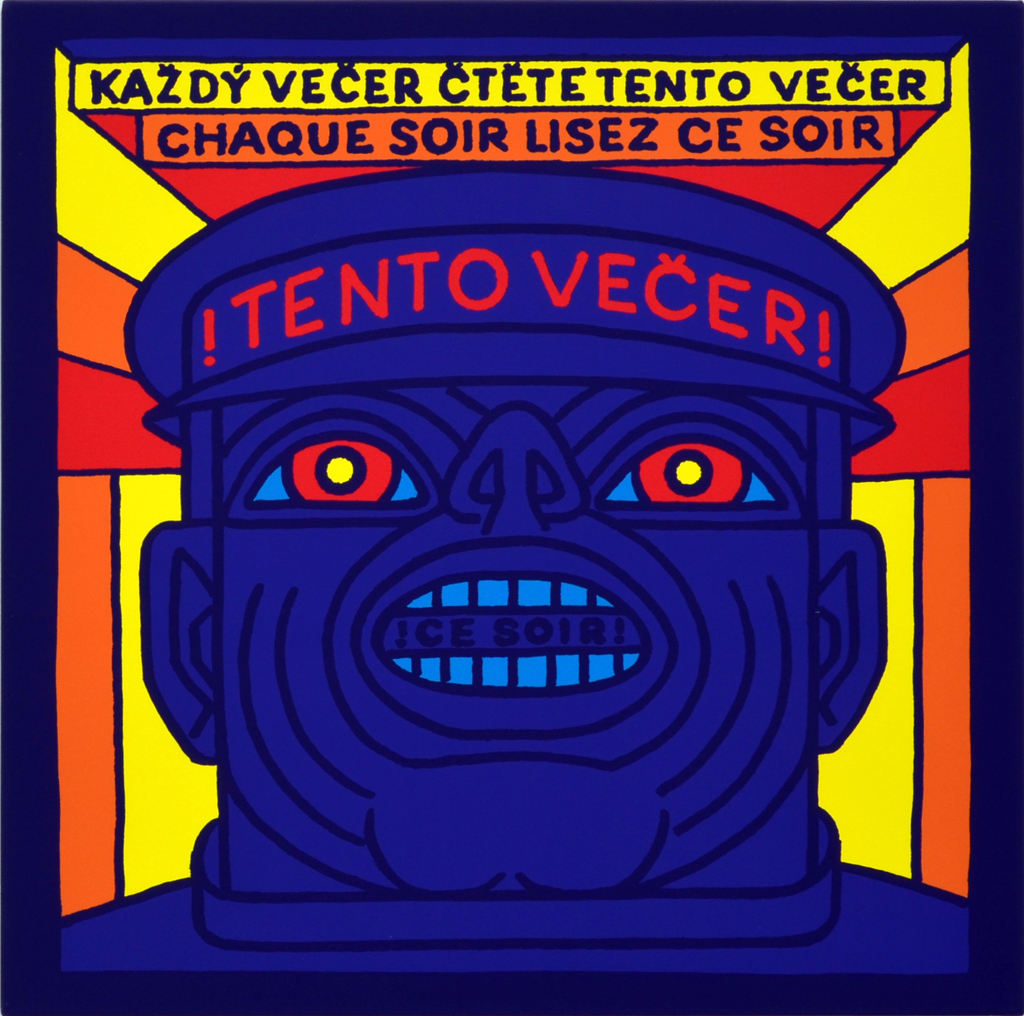
Každý večer čtěte tento večer
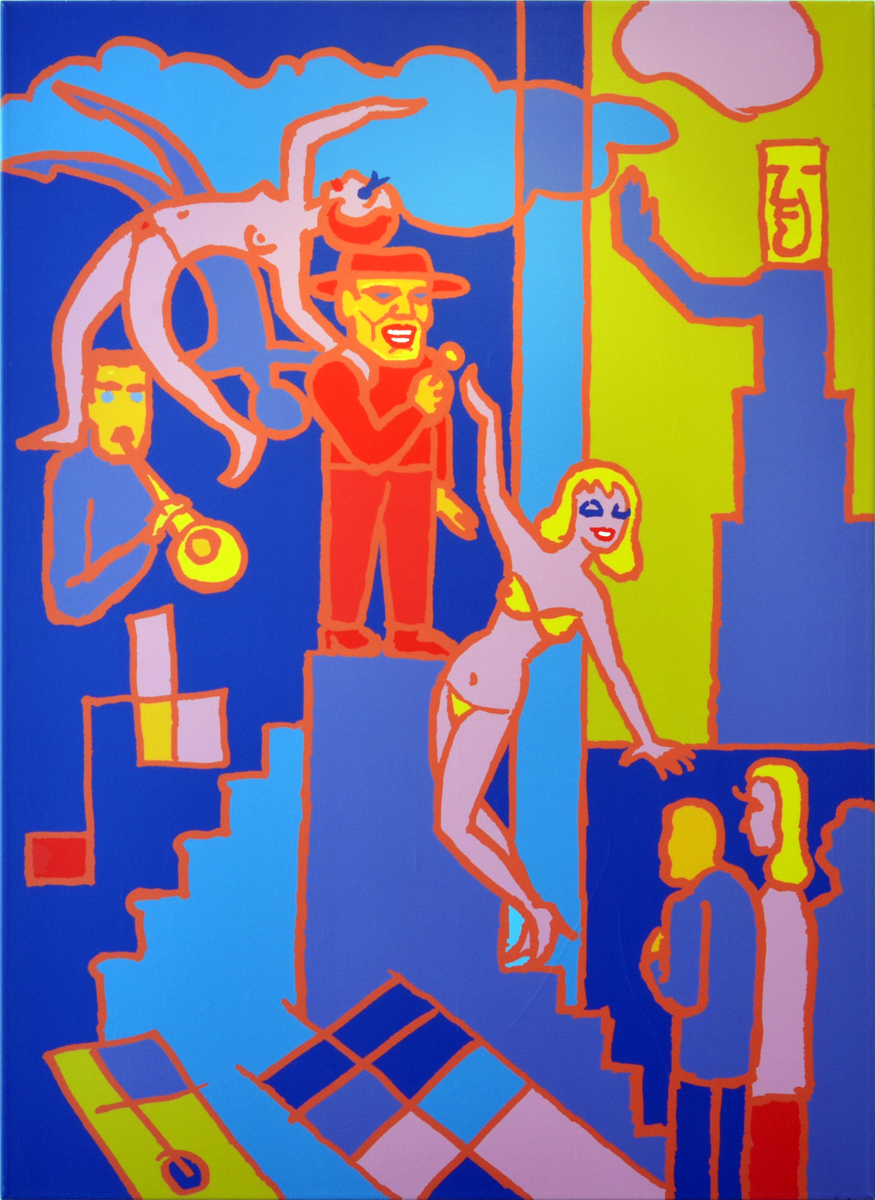
Principál a jeho družina, inkoustový tisk na plátně

## Schriften
- Věra Nováková, mit Beiträgen von Drury R, Brázda P, Pečinková P. Argo, Prag 2010, ISBN 978-80-257-0395-3.